# 鮑時
鮑時（？年—？年），字時博，江西安福縣人。明朝政治人物。

## 生平
永樂二十二年（1424年）甲辰科進士。官至山西右參議。